# Хайнрих I фон Золмс
Хайнрих I фон Золмс (на немски: Heinrich I von Solms; † сл. ноември 1260) е граф на Золмс.

## Произход
Той е син на граф Хайнрих фон Золмс († 1213) и внук на граф Марквард фон Золмс († 1141).
Около 1250 г. графството Золмс се разделя на териториите Золмс-Бургзолмс (до 1416), Золмс-Кьонигсберг (до 1363) и Золмс-Браунфелс.

## Фамилия
Хайнрих I се жени за дъщерята на Райнболд фон Изенбург. Той има децата:
- Хайнрих II фон Золмс († 1280 – 82), граф на Золмс в Браунфелс, женен пр. 1 април 1265 за Аделхайд фон Вестербург
- Марквард II фон Золмс († 1272/80), граф на Золмс-Бургзолмс, женен пр. 1255 за Агнес фон Спонхайм († 1287), дъщеря на граф Йохан I фон Спонхайм-Щаркенбург († 1266) и Елизабет Аделхайд от Марк
- Готфрид фон Золмс (fl 1291)
- Гертруда фон Золмс († сл. 1316), омъжена пр. 1257 за Хартрад IV фон Глайберг-Меренберг († 14 май 1297)
- Годвин фон Золмс († 1271)